# Sankt Leonhard (Neunburg vorm Wald)
Sankt Leonhard ist ein Ortsteil der Stadt Neunburg vorm Wald im Landkreis Schwandorf in Bayern. Die Wallfahrtskirche in Sankt Leonhard ist bekannt für den jährlichen Leonhardiritt.

## Geographie
Sankt Leonhard liegt circa sieben Kilometer östlich von Neunburg vorm Wald und südlich des Eixendorfer Stausees am Fuß des 578 Meter hohen Wachtbergs.

## Geschichte
Die Wallfahrtskirche Sankt Leonhard wurde 1437 von Pfalzgraf Johann zum Dank für seinen Sieg über die Hussiten in der Schlacht bei Hiltersried erbaut. Die Legende besagt, dass die Kirche an genau der Stelle erbaut wurde, an der das Pferd des Pfalzgrafen auf der Rückkehr von der Schlacht aufgeregt im Boden scharrte. Die Wallfahrt zur Kirche besteht bereits seit dem 15. Jahrhundert Im 18. Jahrhundert wurde die Wallfahrtskirche umgebaut und erweitert.
Direkt neben der Kirche befindet sich ein Bauernhof.
Am 23. März 1913 gehörte Sankt Leonhard zur Pfarrei Seebarn, bestand aus einem Haus und zählte sieben Einwohner.
Am 31. Dezember 1990 hatte Sankt Leonhard sechs Einwohner und gehörte zur Pfarrei Seebarn.

## Kultur und Sehenswürdigkeiten
Jedes Jahr um den Sankt-Leonhards-Tag, den 6. November, findet ein Leonhardiritt mit Beteiligung von zahlreichen Geistlichen, Politikern, Vereinen und den Einwohnern der umliegenden Ortschaften von Diendorf nach Sankt Leonhard statt. Anschließend wird in der Wallfahrtskirche ein Gottesdienst gefeiert und danach die traditionellen Lebzelten verkauft.